# Praia de Manguinhos
A Praia de Manguinhos localiza-se na cidade de Búzios, no estado brasileiro do Rio de Janeiro.